# Зембжиці (гміна)
Гміна Зембжиці (пол. Gmina Zembrzyce) — сільська гміна у південній Польщі. Належить до Суського повіту Малопольського воєводства.
Станом на 31 грудня 2022 у гміні проживало 5415 осіб.

## Площа
Згідно з даними за 2007 рік площа гміни становила 39.90 км², у тому числі:
- орні землі: 50.00%
- ліси: 39.00%

Таким чином, площа гміни становить 5.82% площі повіту.

## Населення
Станом на 31 грудня 2022:
| Опис    | Загалом | Загалом | Чоловіки | Чоловіки | Жінки | Жінки |
| ------- | ------- | ------- | -------- | -------- | ----- | ----- |
| одиниця | осіб    | %       | осіб     | %        | осіб  | %     |
| все     | 5415    | 100     | 2698     | 49.8     | 2717  | 50.2  |

## Сусідні гміни
Гміна Зембжице межує з такими гмінами: Будзув, Вадовіце, Макув-Подгалянський, Мухаж, Стришава, Стришув, Суха-Бескідзька.